# 산마리노의 역사
산마리노는 현존하는 세계에서 가장 오래된 공화국이다. 현대 산마리노의 국가 영토는 고대 로마 제국의 일부였다. 서기 301년경 성 마리노는 기독교도 집단과 함께 봉건 영주의 박해를 피하기 위해 작은 산지 공화국을 세웠다. 중세 초기에 공화국은 스폴레토 공국의 영지였지만, 12세기에 독립했고, 13세기에 다시 우르비노 공국에 종속되었다.
1600년에 의회 통치 체계가 도입되었고, 그 후 1631년에는 교황 우르바노 8세에게 독립국으로 인정받았다. 산마리노는 나폴레옹 시대에도 독립 국가로 살아남았으며 빈 회의에서 그 주권이 승인되었다. 산마리노는 이탈리아 통일 전쟁 기간에도 이탈리아로부터 독립을 유지했으며 당시 이탈리아의 통일 주도 세력의 주세페 가리발디의 은신처가 되었다.
1922년 이탈리아의 영향으로 산마리노에서 파시즘 정당인 산마리노 파시스트당이 창설되었고, 이 정당은 이듬해 선거를 거쳐 국가 권력을 잡았다. 산마리노 파시즘 정권은 제2차 세계대전에 참전하지 않았으며 유대인을 난민으로 받아들였다. 1943년에 파시즘 정권이 무너지고 1945년 산마리노 공산당이 선거를 통해 집권했다. 산마리노 공산당은 사회당과 연립 정권을 구성하여 국가 발전을 이뤘으며 1957년 로베레타 사건으로 인해 좌파 정권이 붕괴되었다. 이후 1948년에 창당된 산마리노 기독교민주당이 집권했으며 이 시기에 유럽 및 아메리카 대륙의 국가들과 외교 관계를 수립하여 국제 관계 강화에 힘썼다.
1988년 유럽 평의회에 가입했고 1992년 유엔에 가입했다. 이후로도 산마리노 기독교민주당은 2016년 총선에서 패했을 때까지 여당 지위를 유지했다.